# Homme à la mandoline
Homme à la mandoline est une huile sur toile réalisée par Pablo Picasso à l'automne 1911. Elle est aujourd'hui conservée au Musée national Picasso-Paris,.

## Description
L’œuvre s'impose dans un panneau vertical particulièrement étroit. On peut distinguer une couture dissimulée sous une ligne de petites hachures grises dans le tiers inférieur de l’œuvre, qui est d'ailleurs bien plus clair que le reste du tableau. Il s'avère que l'artiste réutilise ici une création déjà existante à laquelle il ajoute un morceau de toile. Le tableau est centré sur le vide central de la guitare.
« Camaïeux de gris, brun, ocre, légers frottis transparents, fragmentation des volumes en facettes et géométrisation des plans: telles sont les caractéristiques du cubisme analytique, que l’on retrouve dans ce tableau » souligne Marie-Laure Bernardac
Le musicien, sans visage, ni personnalité, est désincarné. Au centre, on perçoit la caisse évidée de la mandoline.,.

## Analyse
Le tableau appartient à une série de grandes compositions cubistes représentant des musiciens peinte entre l’automne 1911 et l’été 1913.
« En peignant ces musiciens, Picasso affirme la profonde parenté spirituelle de la peinture et de la musique, inventant par-là une musicalité plastique ; il pousse le cubisme analytique à son point extrême, frôlant l'hermétisme et l'abstraction. Il peint ce que l'on conçoit, non ce que l'on voit. » souligne Émilie Bouvard, conservatrice du patrimoine au Musée national Picasso-Paris,.